# KK Rode Ster Belgrado
Košarkaški Klub Crvena Zvezda (Servisch: Кошаркашки клуб Црвена звезда), is een professionele basketbalclub in Belgrado, Servië. De naam Crvena Zvezda betekent Rode Ster en is een onderdeel van de omnisportvereniging Rode Ster Belgrado. Om sponsorredenen wordt het KK Crvena Zvezda Meridianbet genoemd.
Rode Ster speelt in de Servische Competitie, EuroLeague en in de EuroCup. Rode Ster speelt ook in de NLB League. 
Rode Ster speelt zijn thuiswedstrijden in de Pionir Hall, dat gebouwd is in 1973 met een capaciteit van 8.150. De grote rivaal (KK Partizan) speelt ook in die Arena.
De Rode Ster supporters noemen zich Delije.

## Geschiedenis
Rode Ster verloor in 1972 de finale om de Saporta Cup tegen Simmenthal Milano uit Italië met 70-74. In 1974 wonnen ze de finale tegen Spartak ZJŠ Brno uit Tsjecho-Slowakije met 86-75. In 1975 verloren ze de finale tegen Spartak Leningrad uit de Sovjet-Unie met 63-62. In 1984 verloren ze hun eerste Korać Cup. In de finale verloren ze van Élan Béarnais Orthez uit Frankrijk met 73-97. In 1998 stonden ze weer in de finale. Ze speelde tegen Riello Basket Verona uit Italië. De eerste wedstrijd wonnen ze met 74-68 maar de tweede wedstrijd verloren ze met 64-73. De totaalscore was 138-141 in het voordeel van de Italianen.
De laatste jaren heeft het team problemen om weer mee te doen om de prijzen. Ze wonnen nog wel twee keer de nationale beker (Kup Radivoj Korać) in 2003 en 2006. In 2003 wonnen ze van KK FMP Železnik Belgrado en in 2006 wonnen ze van KK Hemofarm met 80-65.

## Verschillende sponsornamen
- 2012: Rode Ster Diva
- 2012–2016: Rode Ster Telekom
- 2016–2022: Rode Ster mts
- 2023–heden: Rode Ster Meridianbet

## Erelijst
- Landskampioen Joegoslavië: 12

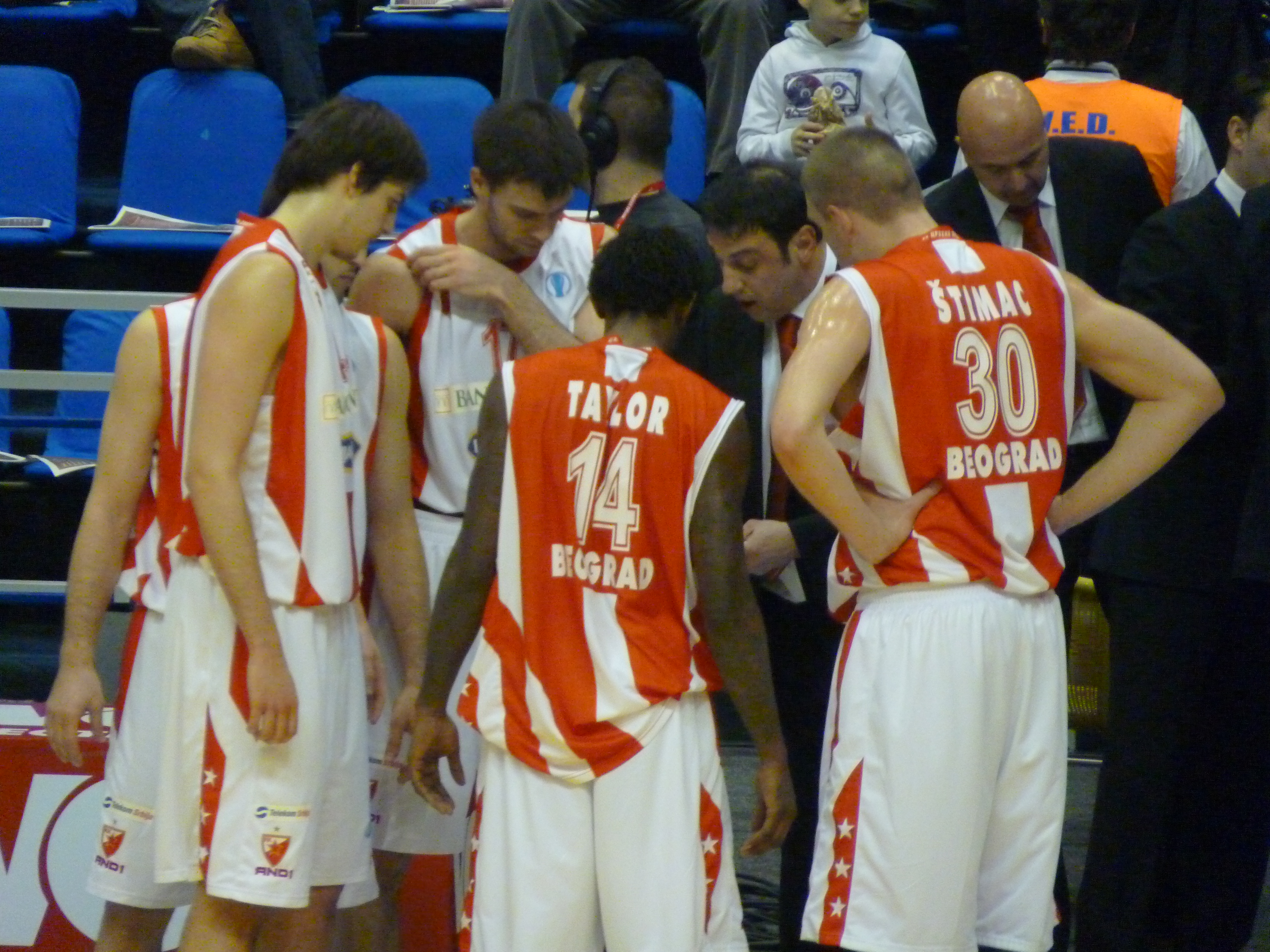
Time-out Rode Ster

  - Winnaar: 1946, 1947, 1948, 1949, 1950, 1951, 1952, 1953, 1954, 1955, 1969, 1972
  - Tweede: 1959, 1970, 1973, 1984, 1985, 1987, 1990
- Bekerwinnaar Joegoslavië: 3
  - Winnaar: 1971, 1973, 1975
  - Runner-up: 1974, 1990, 1994
- Landskampioen Servië/Montenegro: 3
  - Winnaar: 1993, 1994, 1998
  - Tweede: 1992, 2006
- Landskampioen Servië: 9
  - Winnaar: 2015, 2016, 2017, 2018, 2019, 2021, 2022, 2023, 2024
  - Tweede: 2007, 2009, 2012, 2013, 2014
- Kup Radivoj Korać: 11
  - Winnaar: 2004, 2006, 2013, 2014, 2015, 2017, 2021, 2022, 2023, 2024, 2025
  - Runner-up: 2009, 2012, 2018, 2019, 2020
- Adriatic Championships: 3
  - Winnaar: 2015, 2016, 2017
- Saporta Cup: 1
  - Winnaar: 1974
  - Runner-up: 1972, 1975
- Korać Cup:
  - Runner-up: 1984, 1998

## Bekende (oud-)spelers
| - Nemanja Bjelica - Vladimir Cvetković - Ladislav Demšar - Tadija Dragićević - Nemanja Đurić - Aleksandar Gec - - Milan Gurović - Nebojša Ilić - Slobodan Janković - Zoran Jovanović | - Srđan Kalember - Dragan Kapičić - Stevan Karadžić - Marko Kešelj - Vladimir Micov - Saša Obradović - Nebojša Popović - - Branislav Prelević - Vladimir Radmanović - Zoran Radović | - Igor Rakočević - Tulio Roklicer - Ljubodrag Simonović - Zoran Slavnić - Borislav Stanković - - Predrag Stojaković - - Dragan Tarlać - Milenko Topić - Aleksandar Trifunović - Rajko Žižić | - - Omar Cook - Obinna Ekezie - Isaiah Morris - Larry O'Bannon - Andre Owens - Scoonie Penn - Mike Taylor - Andrew Wisniewski |

## Bekende (oud-)coaches
- Vladislav Lučić
- Božidar Maljković (1981-86, assistent)
- Aleksandar Nikolić
- Svetislav Pešić
- Nebojša Popović
- Zmago Sagadin
- Ranko Žeravica